# Chaco-Sumpfratte
Die Chaco-Sumpfratte (Holochilus chacarius) ist ein im mittleren Südamerika verbreitetes Nagetier in der Gattung der Sumpfratten. Der diploide Chromosomensatz ist mit 48 bis 56 Chromosomen (2n=48–56) recht variabel. Eine Population aus der Bergwaldstufe Yunga wird als Synonym oder als Unterart (H. c. balnearum) gelistet.

## Merkmale
Die Art gleicht anderen Gattungsvertretern und erreicht eine Kopf-Rumpf-Länge von 140 bis 201 mm, eine Schwanzlänge von 148 bis 183 mm sowie ein Gewicht von 70 bis 240 g. Die Hinterfüße sind 37 bis 46 mm lang. Das rötliche bis zimtfarbene Fell der Oberseite wird zu den Flanken hin ockerfarben mit gelblichen Tönen, während die Unterseite eine gelbbraune Grundfarbe hat. Abweichend sind die Kehle, die Brust und die Leistenregion weiß. Die Vibrissen können nur bis zum vorderen Bereich der Ohren zurückgebogen werden. Die Chaco-Sumpfratte hat einen einheitlich gefärbten Schwanz mit spärlicher Behaarung.

## Verbreitung und Lebensweise
Dieses Nagetier lebt im südöstlichen Bolivien, in Paraguay und im nördlichen Argentinien bis in den Süden der Provinz Santa Fe. Wie aus dem Namen erkennbar, bewohnt es hauptsächlich die Region Gran Chaco mit Trockenwäldern und Dornstrauchsavannen.
Die vermutlich nachtaktiven Exemplare halten sich längere Zeit im Wasser auf mit gutem Schwimm-, Tauch- aber auch Klettervermögen. Sie fressen Blätter und andere Pflanzenteile. In Anbaugebieten mit Reis und Zuckerrohr gilt die Chaco-Sumpfratte als Schädling. Vor der Geburt der Nachkommen bauen die Tiere ein Nest aus Gras mit einem Durchmesser von 20 bis 30 cm, das ein bis vier Meter über dem Grund liegt. Nach durchschnittlich 28 Tagen Trächtigkeit hat ein Wurf etwa drei Neugeborene.

## Gefährdung
Trotz leichter Abnahme der Gesamtpopulation wird die Art von der IUCN aufgrund der weiten Verbreitung und da im Gebiet mehrere Schutzzonen vorhanden sind als nicht gefährdet (least concern) gelistet.